# Elisa Montessori
Elisa Montessori (Genova, 18 giugno 1931) è una pittrice italiana.

## Biografia
Nata a Genova, vive e lavora a Roma in Trastevere, dove ha il suo studio.
Coltiva l'interesse per il disegno fin dall'infanzia. Si è laureata in Scienze umanistiche nel 1953 presso l'Università La Sapienza. Dopo la laurea, si è formata nello studio di Mirko Basaldella in diretto contatto con il Gruppo Origine: Colla, Burri, e Capogrossi. Con Mirko Basaldella ha iniziato a sperimentare tecniche come tempera all'uovo, ceramica, lavorazione dell'oro e incisione.

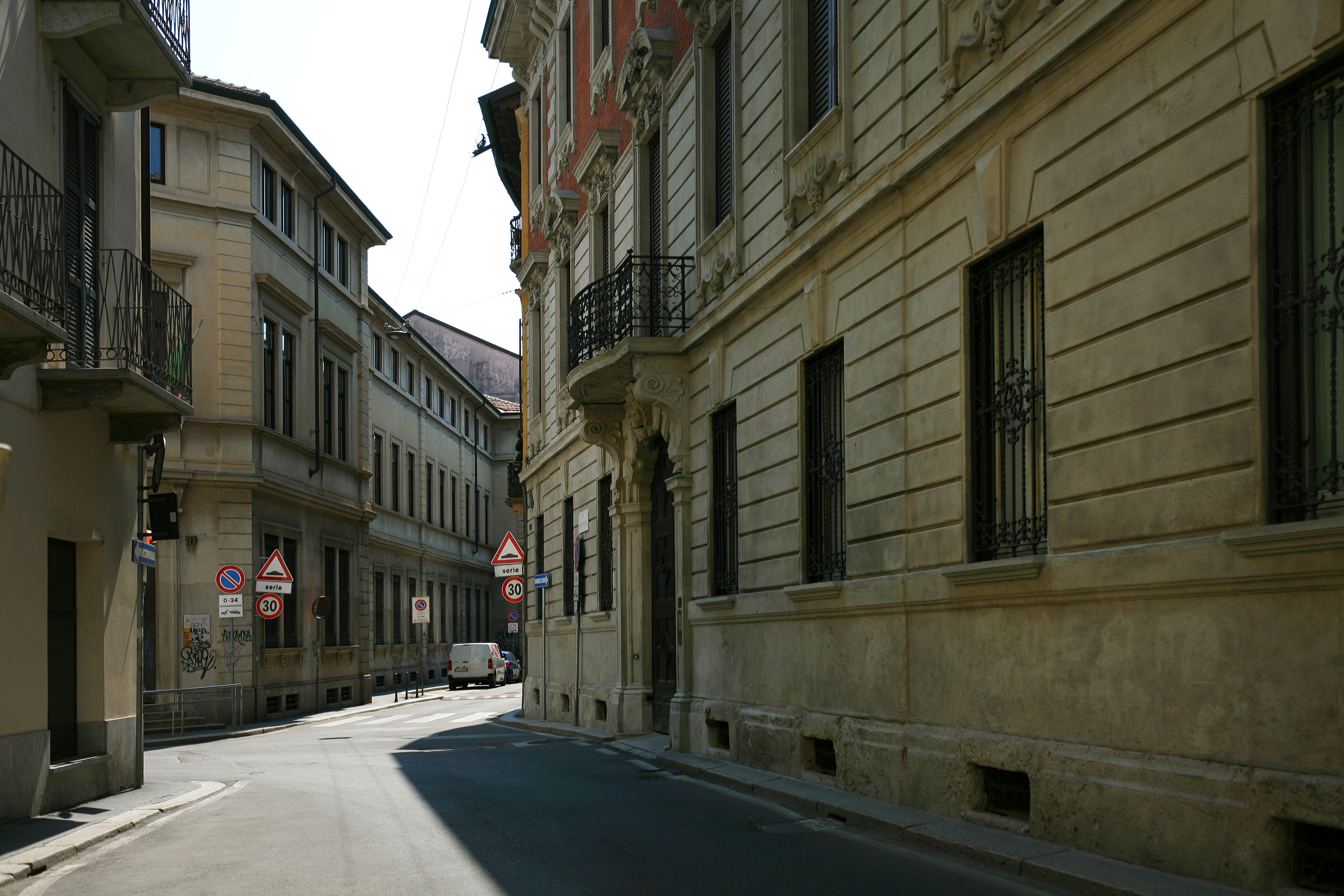
Via Cappuccio a Milano, dove Montessori visse con suo marito.

Nel 1955 vinse una borsa di studio per andare a Parigi, ma rimase a Roma dopo il suo incontro con l'ingegnere italo-cinese dell'Olivetti Mario Tchou, appena separato dalla sua prima moglie; i due si sposarono lo stesso anno ed ebbero due figlie. La loro casa a Milano in via Cappuccio è stata progettata dall'architetto Ettore Sottsass. Dopo la tragica morte di Tchou in un incidente d'auto, si risposò con l'architetto Costantino Dardi con cui ebbe una terza figlia, Domitilla Dardi (26 dicembre 1970).
Il regista Francesco Vaccaro le ha dedicato un documentario, rilasciato nel 2004.

## Opere
Il suo lavoro è multiforme, con l'utilizzo di diverse tecniche. La cultura asiatica è stata una forte fonte di ispirazione, ad esempio nella serie dei suoi taccuini e nella mostra alla Galleria Giulia nel 2011.
Un aspetto importante della sua produzione a partire dagli anni '80 è stato il ruolo dell'illustrazione e della relazione tra immagine e testo sia nella poesia che nella letteratura. Ha prodotto opere ispirate all'opera di Shakespeare, Sylvia Plath, Patrizia Valduga, Emily Dickinson, Marianne Moore, Ingeborg Bachmann e Laura Lilli.

## Opere nei musei
Le sue opere fanno parte di una esposizione permanente al Museo di arte contemporanea (MACRO),  alla Galleria Comunale d'Arte Moderna, Roma, e alla Farnesina. Un ritratto che rappresenta la frammentazione del suo corpo fa parte di una collezione esposta negli Uffizi,  acquisita nel 2010.

## Pubblicazioni
- Mario de Candio, Farfalle, Roma, Italia, Edizioni Il Ponte, 2009.

## Premi
- Premio Internazionale "Leonardo Paterna Baldizzi"[30]

## Esposizioni

### Collettive
- Frauen in der Kunst, Orangerie di Charlottenburg Palace, Berlino (1977)[31]
- Duetto con Vittorio Gregotti[32] organizzato per la realizzazione della cartella Dietro l’albero di Seghers (1980).[33] A.A.M. Architettura Arte Moderna (Roma).
- Aperto 82,[34] Biennale di Venezia (1982)
- Quadriennale di Roma (Giugno–Agosto 1986)[35]
- Ofelia '86, Istituto Italiano di Cultura a Parigi (1986)[36]
- Istanbul Biennial (1989)[37]
- Claudio Verna ed Elisa Montessori, Museo Laboratorio Arte Contemporanea de La Sapienza (1999)[38][39]
- Rotoli, Lavori in corso 6, Galleria d'arte moderna di Roma Capitale (1999)[40][41]
- Castello di San Giorgio, Maccarese (2001)[42]
- Le muse sono donne, Teatro Argentina, Roma (2001)[43]
- Galleria di Palazzo Corsini (2006)[44]
- Donne d' arte: dieci donne astratte, galleria Cortese & Lisanti, Roma (2007)[45]
- Museo Hendrik Christian Andersen, Roma (2007).[46]
- In nome e nel ricordo di Carla Mendini (2008).[47]
- AUTORITRATTE. Artiste di capriccioso e destrissimo ingegno, Galleria degli Uffizi, curatore Giovanna Giusti (December 2010 – January 2011).[29][48]
- Padiglione nazionale presso la LIV Biennale di Venezia (2011), invitata da Claudia Salaris.[49][50]
- Con Goethe in Italia, con Michaela Maria Langenstein e Claudia Peill, Casa di Goethe, Roma (2016)[51]
- "Vita, morte, miracoli. L'arte della longevità, Villa Croce, Genova (2018)[52]

### Personali
- La terra dei Masai[53] (1982?)
- XVII Biennale di San Paolo (1983)[31]
- Arco d'Alibert (1986)[12]
- La bellezza della luna, Alessandria (1987)[54]
- Pastel drawings of William Shakespeare's The Tempest, Biblioteca Casanatense (1988).[19]
- Pannelli del fiume e della valle, San Polo d'Enza (1988)[55]
- Le memorie del bianco, ex carcere del Sant'Uffizio (1992)[56]
- Omaggio a Ingeborg Bachmann with G. Beitling, Palazzo delle esposizioni (1993)[57]
- Galleria Mazzocchi (1994)[15]
- Museo Hendrik Christian Andersen, Roma (2002).[14]
- Mostra d'Arte Contemporanea, Palazzo della Farnesina di Roma (2001)
- Galleria Giulia (2004)[58]
- Frammenti dall' Orto Botanico, presented by Stefano Malatesta, Elle Arte, (2004).[59]
- Shangai Blues, Galleria Nazionale d'Arte Moderna (2006)[60][61]
- Confini di carta, Galleria Nuvole (2008)[62][63]
- Villa Giulia (2011)[16]
- Casa delle Letterature (2017)[20]
- Monitor (2016–2017)[57]